# Branko Dolhar
Branko Dolhar, slovenski smučarski skakalec, * 2. februar 1949, Ljubljana.
Dolhar je za jugoslovansko reprezentanco nastopil na Zimskih olimpijskih igrah 1976 v Innsbrucku, kjer je na obeh skakalnicah osvojil 42. mesto. Najboljšo uvrstitev na turneji štirih skakalnic je dosegel 6. januarja 1977, ko je zasedel 26. mesto na tekmi v Bischofshofnu.Leta 1985 prvi preizkusil novo planiško velikanko
Kasneje je bil občinski svetnik in generalni sekretar organizacijskega komiteja Planica.
Iznajdidelj  smuči ELAN PC200 "Račke"